# 卡拉巴什 (北卡羅萊納州)
卡拉巴什（英語：Calabash）是一個位於美國北卡羅萊納州不倫瑞克縣的城鎮。

## 人口
根據2020年美國人口普查的數據，卡拉巴什的面積為12.62平方千米，當中陸地面積為11.73平方千米，而水域面積為0.88平方千米。當地共有人口2011人，而人口密度為每平方千米159人。